# Maizicourt
Maizicourt est une commune française située dans le département de la Somme, en région Hauts-de-France.
Sur l'axe Abbeville - Auxi-le-Château, le village est renommé pour son château, entouré de jardins primés.

## Géographie

### Localisation
Maizicourt est un village picard du Ponthieu, se trouvant à la limite du département du Pas-de-Calais. 
Limitrophe d'Auxi-le-Château, la localité est située à 8 km au nord de Bernaville, 16 km à l'ouest de Doullens, 23 km à l'est d'Abbeville, 36 km au nord d'Amiens et à 48 km au sud-ouest d'Arras, à vol d'oiseau.
Le territoire de la commune est limitrophe de ceux de six communes.
Les communes limitrophes sont  Agenville, Auxi-le-Château, Beauvoir-Wavans, Bernâtre, Montigny-les-Jongleurs et Saint-Acheul.

### Géologie et relief
La superficie de la commune est de 5,80 km2 ; son altitude varie de 53  à   136 mètres.

### Hydrographie

#### Réseau hydrographique
La commune est située dans le bassin Artois-Picardie. Elle est drainée par la Ferme du Montlouis.

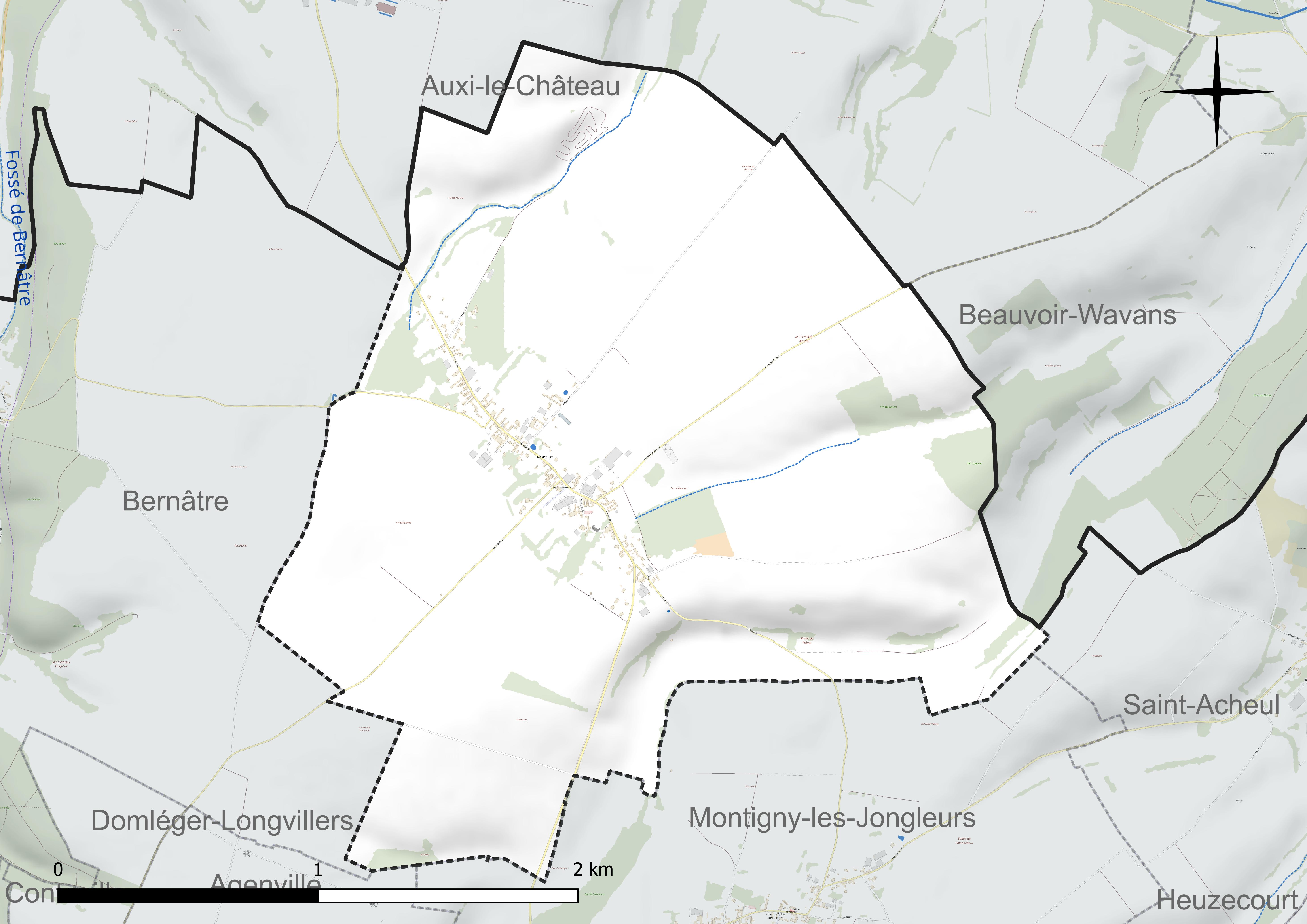
Réseau hydrographique de Maizicourt.

#### Gestion et qualité des eaux
Le territoire communal est couvert par le schéma d'aménagement et de gestion des eaux (SAGE) « Authie ». Ce document de planification concerne un territoire de 1 253 km2 de superficie, délimité par le bassin versant de l'Authie. Le périmètre a été arrêté le 5 août 1999 et le SAGE proprement dit est, en 2024, en cours d'élaboration. La structure porteuse de l'élaboration et de la mise en œuvre est le syndicat mixte Canche Et Authie.
La qualité des cours d'eau peut être consultée sur un site dédié géré par les agences de l'eau et l'Agence française pour la biodiversité.

### Climat
Pour des articles plus généraux, voir Climat des Hauts-de-France et Climat de la Somme.
En 2010, le climat de la commune est de type climat océanique altéré, selon une étude du CNRS s'appuyant sur une série de données couvrant la période 1971-2000. En 2020, Météo-France publie une typologie des climats de la France métropolitaine dans laquelle la commune est exposée à un climat océanique et est dans la région climatique Côtes de la Manche orientale, caractérisée par un faible ensoleillement (1 550 h/an) ; forte humidité de l'air (plus de 20 h/jour avec humidité relative > 80 % en hiver), vents forts fréquents.
Pour la période 1971-2000, la température annuelle moyenne est de 10,3 °C, avec une amplitude thermique annuelle de 13,4 °C. Le cumul annuel moyen de précipitations est de 848 mm, avec 12,4 jours de précipitations en janvier et 9 jours en juillet. Pour la période 1991-2020, la température moyenne annuelle observée sur la station météorologique la plus proche, située sur la commune de Bernaville à 8 km à vol d'oiseau, est de 10,4 °C et le cumul annuel moyen de précipitations est de 877,3 mm,. Pour l'avenir, les paramètres climatiques de la commune estimés pour 2050 selon différents scénarios d'émission de gaz à effet de serre sont consultables sur un site dédié publié par Météo-France en novembre 2022.

## Urbanisme

### Typologie
Au 1er janvier 2024, Maizicourt est catégorisée commune rurale à habitat dispersé, selon la nouvelle grille communale de densité à sept niveaux définie par l'Insee en 2022.
Elle est située hors unité urbaine. Par ailleurs la commune fait partie de l'aire d'attraction d'Amiens, dont elle est une commune de la couronne,. Cette aire, qui regroupe 369 communes, est catégorisée dans les aires de 200 000 à moins de 700 000 habitants,.
La commune se trouve également dans sa zone d'emploi, ainsi que dans le bassin de vie d'Auxi-le-Château.

### Occupation des sols

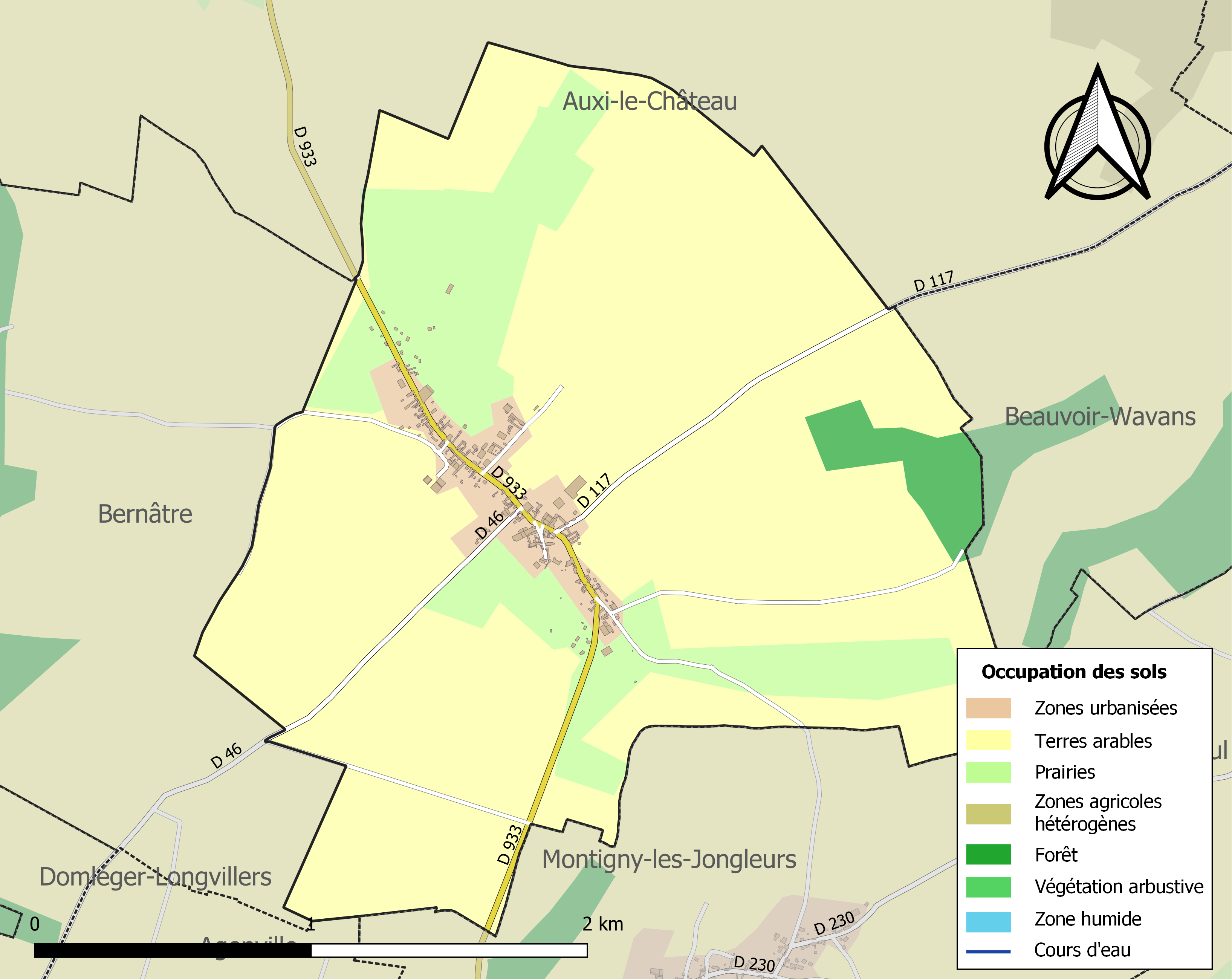
Carte des infrastructures et de l'occupation des sols de la commune en 2018 (CLC).

L'occupation des sols de la commune, telle qu'elle ressort de la base de données européenne d'occupation biophysique des sols Corine Land Cover (CLC), est marquée par l'importance des territoires agricoles (92,6 % en 2018), une proportion sensiblement équivalente à celle de 1990 (92,5 %).
La répartition détaillée en 2018 est la suivante : terres arables (75,1 %), prairies (17,4 %), zones urbanisées (4,6 %), forêts (2,8 %).
L'évolution de l'occupation des sols de la commune et de ses infrastructures peut être observée sur les différentes représentations cartographiques du territoire : la carte de Cassini (XVIIIe siècle), la carte d'état-major (1820-1866) et les cartes ou photos aériennes de l'IGN pour la période actuelle (1950 à aujourd'hui).

### Habitat et logement
En 2021, le nombre total de logements dans la commune était de 93, alors qu'il était de 88 en 2016 et de 90 en 2011.
Parmi ces logements, 86,1 % étaient des résidences principales, 5,4 % des résidences secondaires et 8,6 % des logements vacants. Ces logements étaient pour 95,7 % d'entre eux des maisons individuelles et pour 1,1 % des appartements.
Le tableau ci-dessous présente la typologie des logements à Maizicourt en 2021 en comparaison avec celle de la Somme et de la France entière. Une caractéristique marquante du parc de logements est ainsi la faible proportion des résidences secondaires et logements occasionnels (5,4 %) par rapport au département (8,4 %) et à la France entière (9,7 %).
| Typologie                                               | Maizicourt | Somme | France entière |
| ------------------------------------------------------- | ---------- | ----- | -------------- |
| Résidences principales (en %)                           | 86,1       | 83,1  | 82,2           |
| Résidences secondaires et logements occasionnels (en %) | 5,4        | 8,4   | 9,7            |
| Logements vacants (en %)                                | 8,6        | 8,5   | 8,1            |

## Toponymie
Maisilcurt est cité en 1123 dans le cartulaire de Saint-Josse-sur-Mer.
Maiselcort en 1203 et Maisecourt en 1301 apparaissent ensuite dans un pouillé.
La commune porte un nom de formation germano-romane. Le suffixe « court », serait un dérivé du terme latin Curtis désignant une cour de ferme, une ferme puis un village. Le préfixe « Maizi » serait lui un dérivé du nom d'un des propriétaires germaniques du lieu après les Invasions barbares des Ve siècle et VIe siècle.
Autre origine supposée : le nom du village désignerait un enclos destiné à la vigne.

## Histoire
Pour la partie du village relevant du bailliage d'Amiens, elle appartient en 1420 à Jeanne d'Occoches, mariée à Florimond de Brimeu, comme l'atteste l'aveu de Jean de Clair.

## Politique et administration

### Rattachements administratifs et électoraux

#### Rattachements administratifs
La commune se trouve depuis 1926 dans l'arrondissement d'Amiens du département de la Somme.
Elle faisait partie depuis 1801 du canton de Bernaville. Dans le cadre du redécoupage cantonal de 2014 en France, cette circonscription administrative territoriale a disparu, et le canton n'est plus qu'une circonscription électorale.

#### Rattachements électoraux
Pour les élections départementales, la commune fait partie depuis 2014 du canton de Doullens.
Pour l'élection des députés, elle fait partie de la quatrième circonscription de la Somme.

### Intercommunalité
Maizicourt était membre de la petite communauté de communes du Bernavillois, un établissement public de coopération intercommunale (EPCI) à fiscalité propre créé fin 1999 et auquel la commune avait transféré un certain nombre de ses compétences, dans les conditions déterminées par le code général des collectivités territoriales.
Dans le cadre des dispositions de la loi portant nouvelle organisation territoriale de la République du 7 août 2015, qui prévoit que les établissements publics de coopération intercommunale (EPCI) à fiscalité propre doivent avoir un minimum de 15 000 habitants, cette intercommunalité a fusionné avec ses voisines pour former, le 1er janvier 2017, la communauté de communes du Territoire Nord Picardie, dont est désormais membre la commune.

### Liste des maires
| Période                                  | Période                    | Identité          | Étiquette | Qualité |
| ---------------------------------------- | -------------------------- | ----------------- | --------- | ------- |
| Les données manquantes sont à compléter. |                            |                   |           |         |
|                                          |                            |                   |           |         |
| 1888                                     | 1921                       | Henri Toulouse    |           |         |
| 1921                                     | 1940                       | Gaston Tœuf       |           |         |
| 1940                                     | mars 1981                  | Aimable Lardé     |           |         |
|                                          |                            |                   |           |         |
| mars 1981                                | 2008                       | Jean-Claude Lardé |           |         |
| mars 2008                                | mai 2020                   | Emmanuel Lardé    |           |         |
| mai 2020                                 | En cours (au 22 juin 2020) | Antoine Septier   |           |         |

## Équipements et services publics

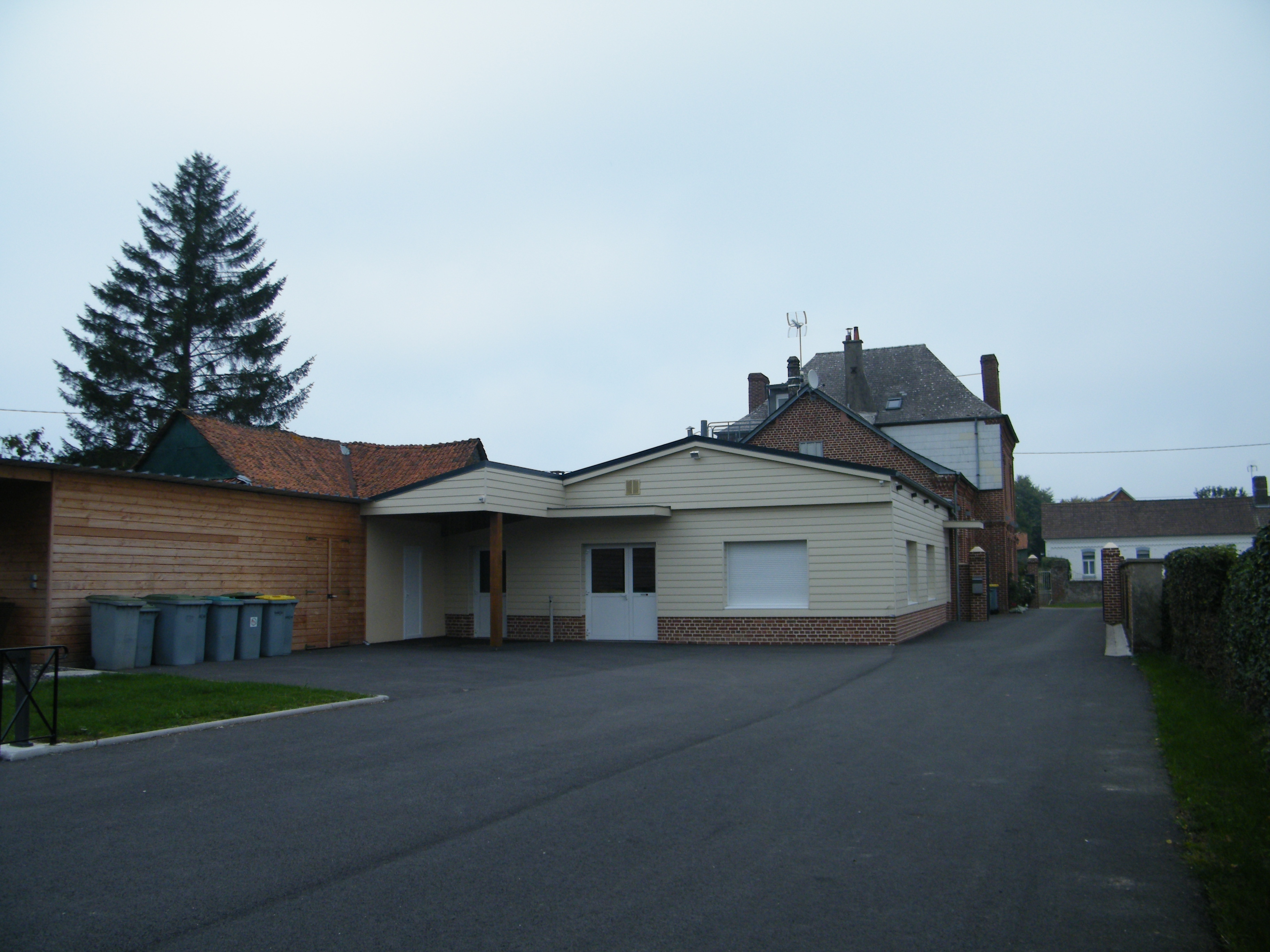
La salle communale.

### Enseignement
La scolarité primaire relève de la communauté de communes.

### Espaces publics
Classement au concours des villes et villages fleuris : deux fleurs récompensent les efforts locaux en faveur de l'environnement, puis trois fleurs en 2021.

## Population et société

### Démographie
L'évolution du nombre d'habitants est connue à travers les recensements de la population effectués dans la commune depuis 1793. Pour les communes de moins de 10 000 habitants, une enquête de recensement portant sur toute la population est réalisée tous les cinq ans, les populations de référence des années intermédiaires étant quant à elles estimées par interpolation ou extrapolation. Pour la commune, le premier recensement exhaustif entrant dans le cadre du nouveau dispositif a été réalisé en 2004.

En 2022, la commune comptait 187 habitants, en évolution de −3,61 % par rapport à 2016 (Somme : −1,26 %, France hors Mayotte : +2,11 %).
| 1793 | 1800 | 1806 | 1821 | 1831 | 1836 | 1841 | 1846 | 1851 |
| ---- | ---- | ---- | ---- | ---- | ---- | ---- | ---- | ---- |
| 340  | 290  | 350  | 372  | 370  | 340  | 350  | 356  | 377  |

| 1856 | 1861 | 1866 | 1872 | 1876 | 1881 | 1886 | 1891 | 1896 |
| ---- | ---- | ---- | ---- | ---- | ---- | ---- | ---- | ---- |
| 383  | 420  | 417  | 391  | 336  | 326  | 312  | 315  | 312  |

| 1901 | 1906 | 1911 | 1921 | 1926 | 1931 | 1936 | 1946 | 1954 |
| ---- | ---- | ---- | ---- | ---- | ---- | ---- | ---- | ---- |
| 290  | 282  | 273  | 258  | 263  | 246  | 268  | 265  | 269  |

| 1962 | 1968 | 1975 | 1982 | 1990 | 1999 | 2004 | 2006 | 2009 |
| ---- | ---- | ---- | ---- | ---- | ---- | ---- | ---- | ---- |
| 242  | 243  | 266  | 236  | 189  | 171  | 174  | 173  | 183  |

| 2014 | 2019 | 2022 | - | - | - | - | - | - |
| ---- | ---- | ---- | - | - | - | - | - | - |
| 188  | 186  | 187  | - | - | - | - | - | - |

Le village a connu une croissance démographique importante durant le XIXe siècle grâce au commerce du lin.

## Culture locale et patrimoine

### Lieux et monuments
- Château et jardins de Maizicourt, labellisés « jardin remarquable » par le Ministère de la Culture en 2004[30],[31],[32].

Le château est en réalité une « campagne » construite au début du XVIIIe siècle en brique et en pierre pour Louis-François de La Houssoye. Le vaste parc a conservé quelques-uns de ses grands arbres.
- Église Notre-Dame-de-l'Assomption : située près du château, elle a été remaniée à plusieurs reprises : le chœur date du XVe siècle et la nef du XVIIIe siècle[29],[34].
 Le maître autel  Classé MH (1980)[35] est remarquable[29].

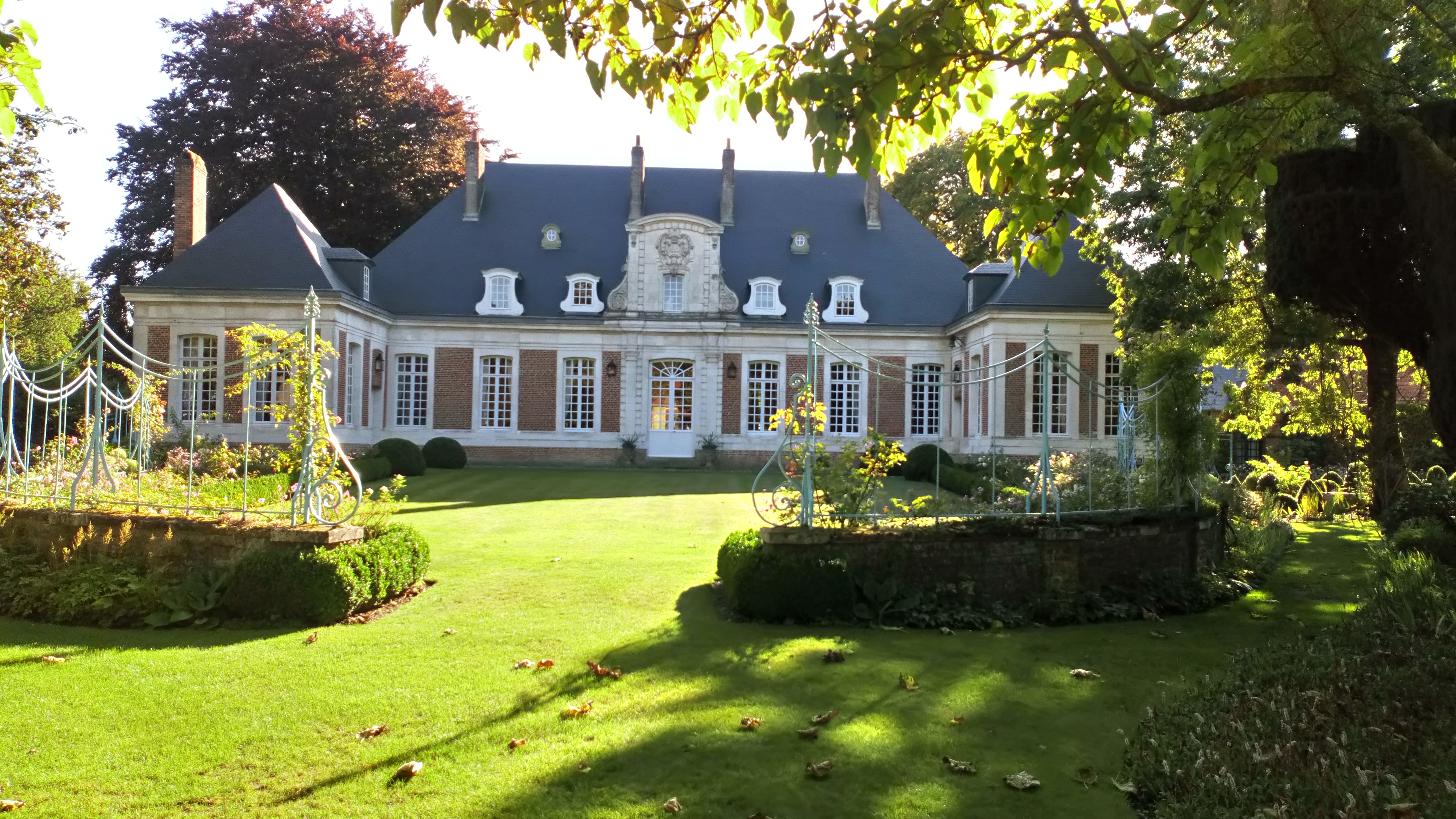
Façade avant du château.
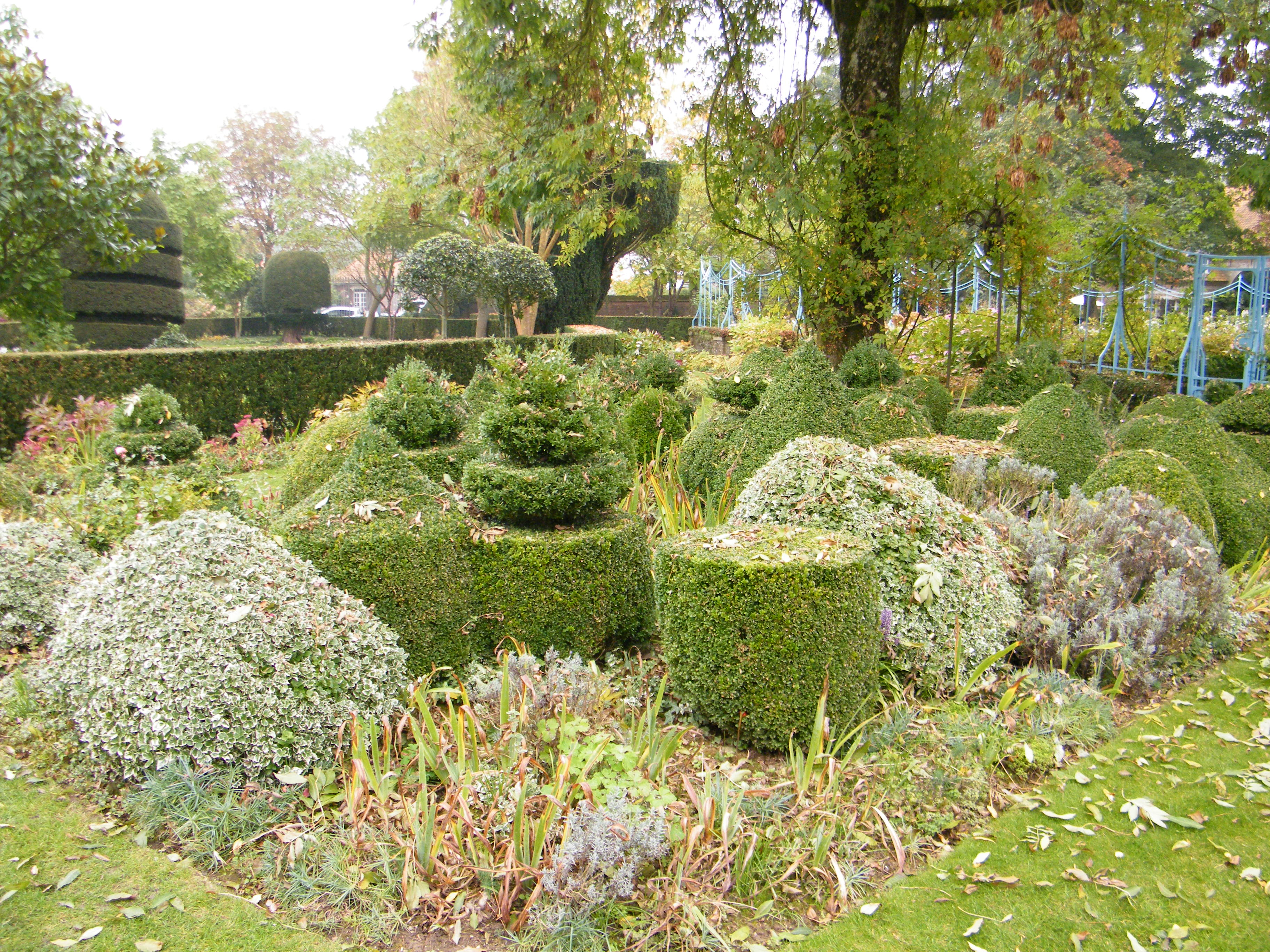
Topiaires des jardins du château.
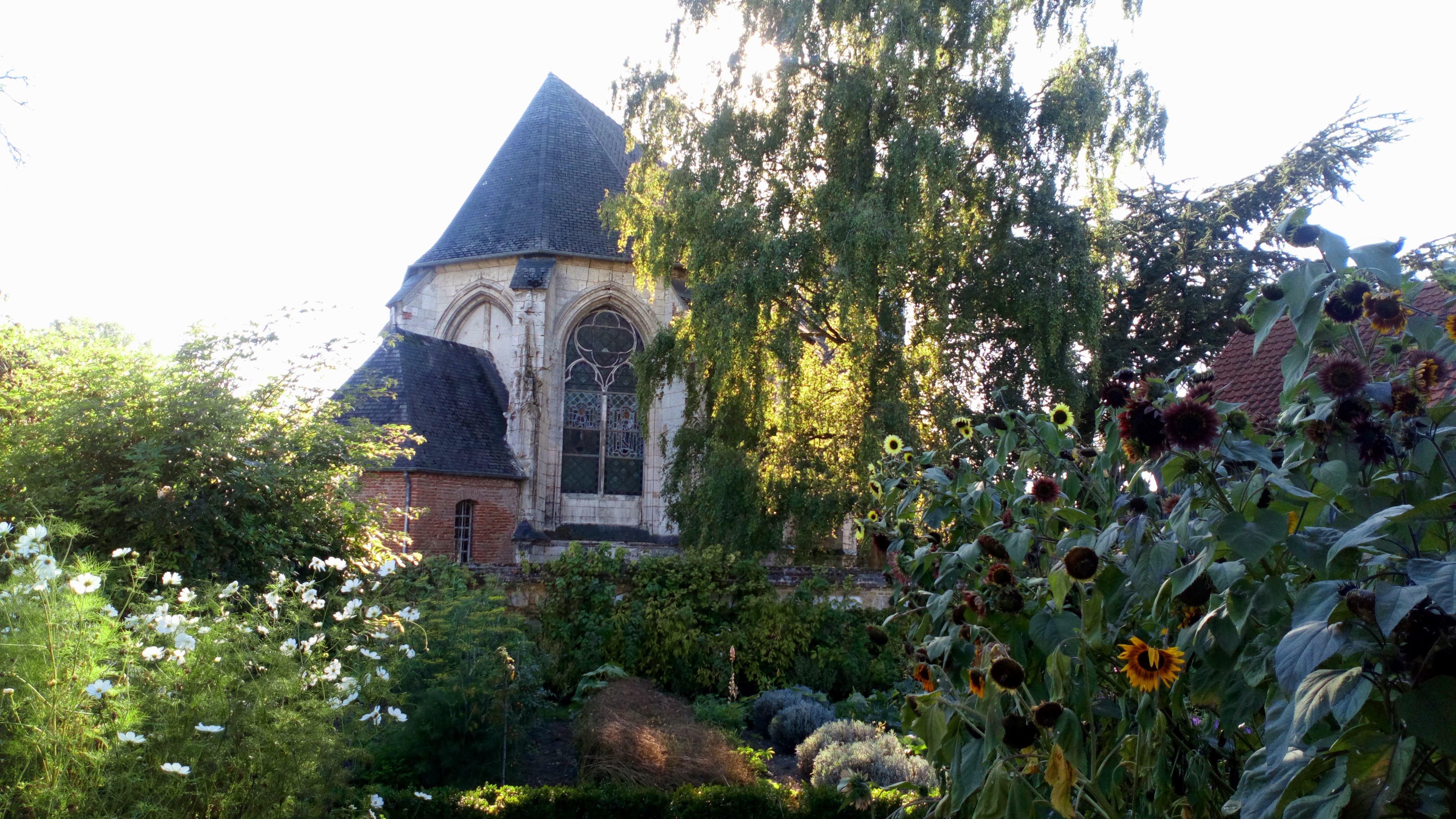
Les jardins de Maizicourt et le chevet de l'église.
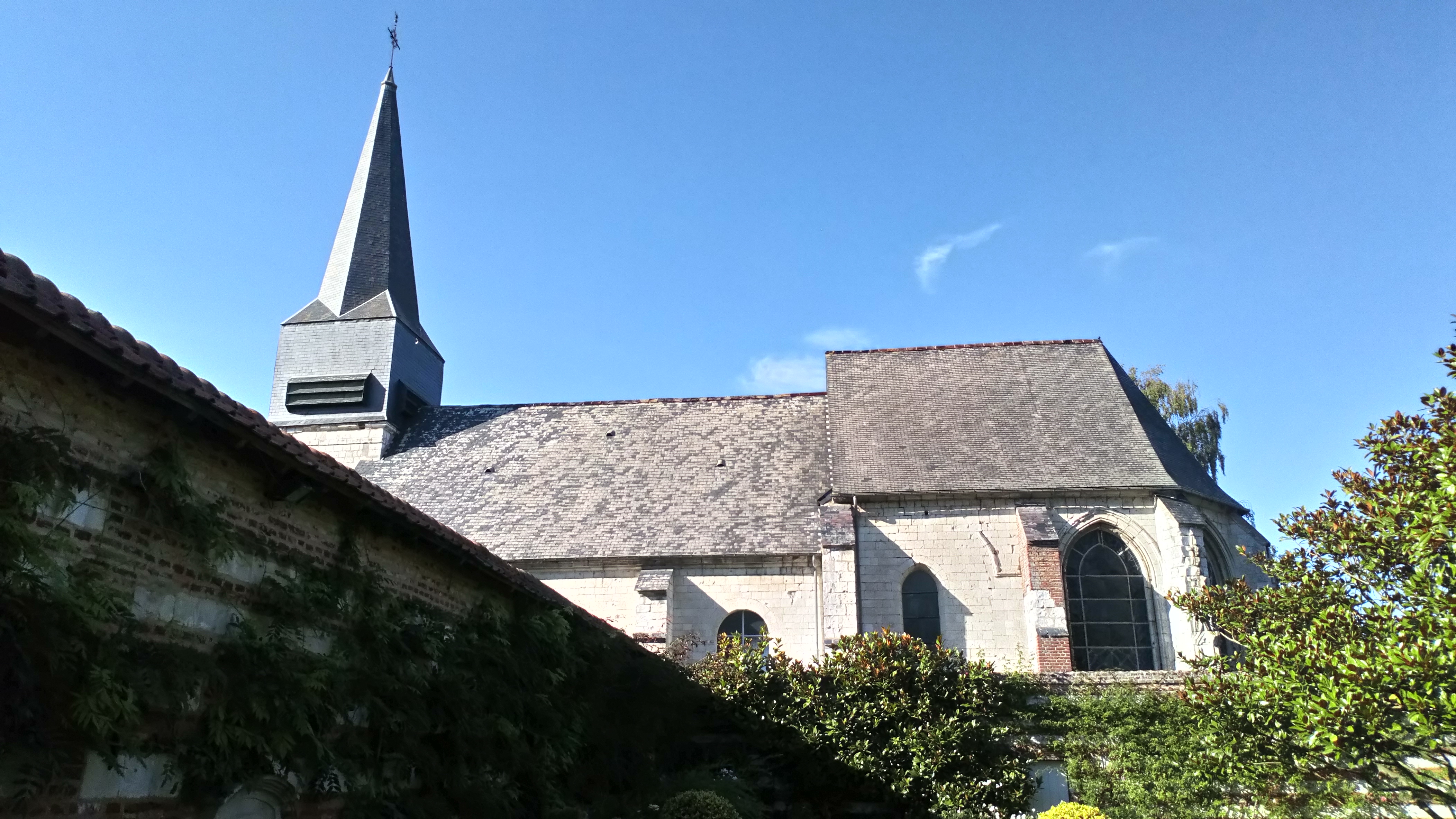
L'église.
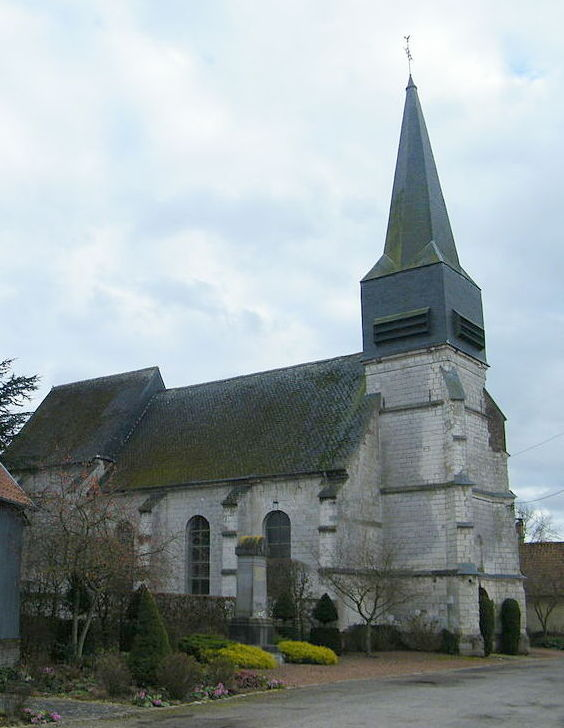
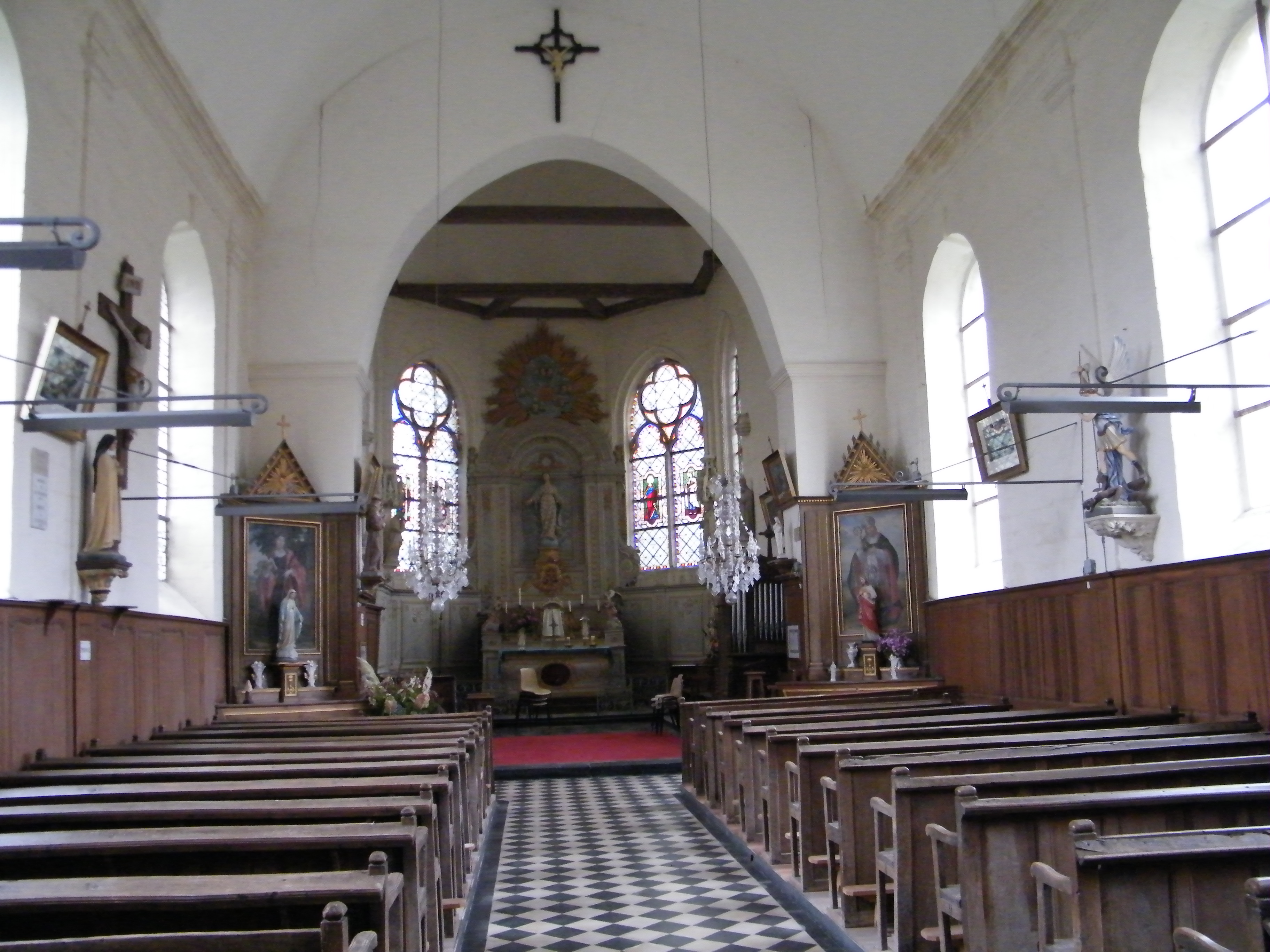
Intérieur de l'église.
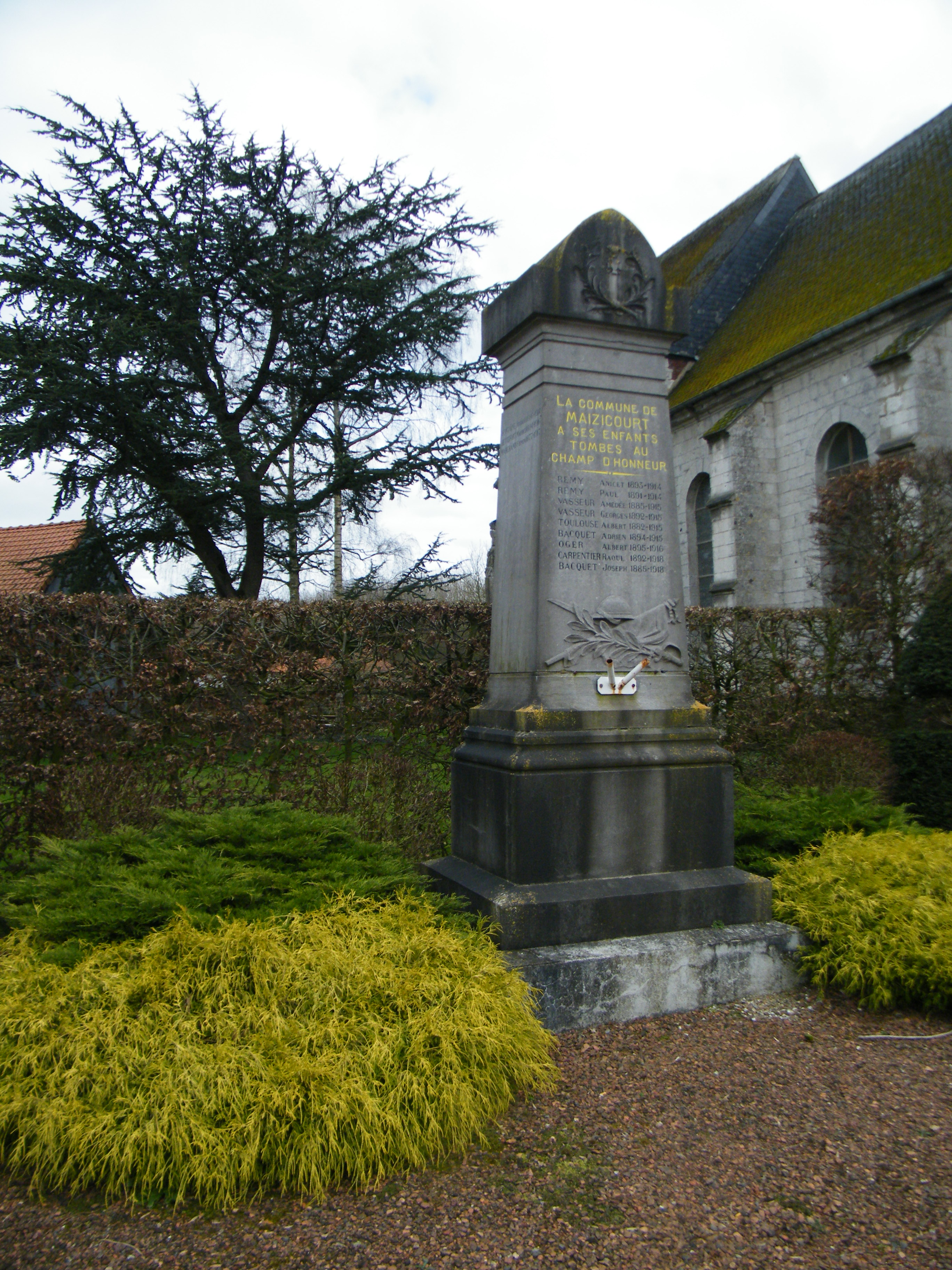
Le monument aux morts.

### Héraldique
La Houssoie porte : « D'argent coupé d'azur au lion de gueules brochant sur le tout couronné d'or et lampassé de même. »

### Personnalités liées à la commune
- Jean-Paul Monvoisin (1954-2009), footballeur français qui jouait au poste d'attaquant du milieu des années 1970 jusqu'au milieu des années 1980, est né à Maizicourt.